# 石國柱
石國柱（1487年—？），字殿卿，騰驤左衛軍籍，順天府大興縣人，明朝政治人物。

## 生平
正德五年（1510年）庚午科順天府鄉試第六十一名舉人。正德十六年（1521年）中式辛巳科會試第八十三名，登第三甲第一百一十二名進士。

## 家族
曾祖石海成；祖父石清；父石瓛。嫡母李氏；母蕭氏。慈侍下。弟國瞻。